# Clyde De Vinna
Clyde De Vinna (parfois crédité Clyde DeVinna), A.S.C., né le 13 juillet 1890 à Sedalia (Missouri), mort le 26 juillet 1953 à Los Angeles (Californie), est un directeur de la photographie américain.

## Biographie
Au cinéma, Clyde De Vinna est chef opérateur de plus de cent films américains (dont près de la moitié muets), entre 1916 et 1952. En particulier, il collabore à plusieurs films réalisés par W. S. Van Dyke (ex. : Les Écumeurs du Sud en 1927, avec Joan Crawford et Tim McCoy).
Il travaille également avec les réalisateurs Clarence Brown (ex. : Of Human Hearts en 1938, avec Walter Huston, James Stewart et Beulah Bondi), Jack Conway (ex. : Viva Villa ! en 1934, western avec Wallace Beery, qu'il retrouvera dans d'autres films du même genre), Victor Fleming (L'Île au trésor en 1934, avec Wallace Beery, Jackie Cooper et Lionel Barrymore), Fred Niblo (Ben-Hur, version muette de 1925, avec Ramón Novarro dans le rôle-titre), ou encore Richard Thorpe (ex. : Le Trésor de Tarzan en 1941, avant-dernier des six films — il avait déjà contribué aux deux premiers — avec le couple Johnny Weissmuller-Maureen O'Sullivan), entre autres.
Ombres blanches (1928, avec Monte Blue et Raquel Torres), de W.S. Van Dyke et Robert J. Flaherty, permet à Clyde De Vinna de gagner l'Oscar de la meilleure photographie, lors de la 2e cérémonie des Oscars, en avril 1930.
À la télévision, il est directeur de la photographie sur trois séries, de 1950 à 1953, année de sa mort brutale, d'une crise cardiaque.

## Filmographie partielle

### Au cinéma
- 1916 : Civilisation (Civilization) de Reginald Barker, Thomas H. Ince et Raymond B. West
- 1917 : L'Idole de l'Alaska  (The Flame of the Yukon) de Charles Miller
- 1917 : Princess of the Dark de Charles Miller
- 1917 : La Route de l'honneur (The Dark Road) de Charles Miller
- 1917 : Whither Thou Goest de Raymond B. West
- 1917 : The Hater of Men de Charles Miller
- 1918 : Rose o' Paradise de James Young
- 1918 : Madame Qui ? (Madam Who?) de Reginald Barker
- 1919 : Playthings of Passion de Wallace Worsley
- 1919 : À tort et à travers (All Wrong) de Raymond B. West et William Worthington
- 1920 : The Man who dared de Emmett J. Flynn
- 1920 : L'Enjeu mortel (The Twins of Suffering Creek) de Scott R. Dunlap et William A. Wellman
- 1923 : Un drame en Polynésie (Lost and Found on a South Sea Island) de Raoul Walsh
- 1924 : Sporting Youth d'Harry A. Pollard
- 1925 : Ben-Hur (Ben-Hur : A Tale of the Christ) de Fred Niblo
- 1926 : War Paint de W. S. Van Dyke
- 1927 : Les Écumeurs du Sud (Winners of the Wilderness) de W. S. Van Dyke
- 1927 : California de W. S. Van Dyke
- 1927 : The Frontiersman de Reginald Barker
- 1928 : Wyoming de W. S. Van Dyke
- 1928 : The Adventurer de Victor Tourjanski et W. S. Van Dyke
- 1928 : La Mauvaise Route (The Law of the Range) de William Nigh de William Nigh
- 1928 : Ombres blanches (White Shadows in the South Seas) de W. S. Van Dyke et Robert Flaherty
- 1929 : Chanson païenne (The Pagan) de W. S. Van Dyke
- 1931 : Élection orageuse (Politics) de Charles Reisner
- 1931 : The Great Meadow de Charles Brabin
- 1931 : Trader Horn de W. S. Van Dyke
- 1932 : L'Oiseau de paradis (Bird of Paradise) de King Vidor
- 1932 : Tarzan, l'homme singe (Tarzan the Ape Man) de W. S. Van Dyke
- 1933 : Eskimo de W. S. Van Dyke
- 1934 : Tarzan et sa compagne (Tarzan and his Mate) de Jack Conway et Cedric Gibbons
- 1934 : L'Île au trésor (Treasure Island) de Victor Fleming
- 1934 : Viva Villa ! de Jack Conway
- 1935 : La Malle de Singapour (China Seas) de Tay Garnett (photographe de seconde équipe)
- 1935 : Taro le païen (Last of the Pagans) de Richard Thorpe
- 1935 : Impétueuse Jeunesse (Ah, Wilderness !) de Clarence Brown
- 1937 : Saratoga de Jack Conway (photographe de seconde équipe)
- 1937 : Un vieux gredin (The Good Old Soak) de J. Walter Ruben
- 1937 : Arizona Bill (The Bad Man of Brimstone) de J. Walter Ruben
- 1938 : Règlement de comptes (Fast Company) d'Edward Buzzell
- 1938 : Of Human Hearts de Clarence Brown
- 1938 : Un envoyé très spécial (Too Hot to Handle) de Jack Conway (photographe de seconde équipe)
- 1939 : Chantage (Blackmail), de H. C. Potter
- 1939 : Bridal Suite de Wilhelm Thiele
- 1940 : Twenty Mule Team de Richard Thorpe
- 1941 : Le Trésor de Tarzan (Tarzan's Secret Treasure) de Richard Thorpe
- 1941 : The People vs. Dr. Kildare (en) d'Harold S. Bucquet
- 1942 : The Bugle Sounds de S. Sylvan Simon
- 1942 : A Yank on the Burma Road de George B. Seitz
- 1942 : Jackass Mail de Norman Z. McLeod
- 1942 : L'Affaire de Fort Dixon (Whistling in Dixie) de S. Sylvan Simon
- 1942 : Croisière mouvementée (Ship Ahoy) d'Edward Buzzell
- 1943 : Aventure en Libye (Immortal Sergeant) de John M. Stahl
- 1945 : The Caribbean Mystery de Robert D. Webb
- 1947 : It's a Joke, Son! de Benjamin Stoloff
- 1948 : Sword of the Avenger de Sidney Salkow
- 1951 : Cadets de l'air (Air Cadet) de Joseph Pevney (photographie aérienne)

## Récompense
- 1930 : Oscar de la meilleure photographie, pour Ombres blanches.